# Sansevieria subtilis
Sansevieria subtilis är en sparrisväxtart som beskrevs av Nicholas Edward Brown. Sansevieria subtilis ingår i släktet bajonettliljor, och familjen sparrisväxter. Inga underarter finns listade i Catalogue of Life.